# Syrrhopodon circinatus
Syrrhopodon circinatus är en bladmossart som beskrevs av Mitten 1869. Syrrhopodon circinatus ingår i släktet Syrrhopodon och familjen Calymperaceae. Inga underarter finns listade i Catalogue of Life.